# 童輝
童輝（1963年—），湖北黄陂人，中國前跳水運動員、教练员，被譽為「高空王子」、「戲水金童」。

## 生平

### 運動員生涯
童輝10歲時（1973年）加入武漢體育館業餘體育學校體操訓練班，1974年調入湖北跳水集訓班。1977年進入中國國家隊。1979年贏得中華人民共和國第四屆全運會成年男子跳台跳水冠軍。
自1982年起，童輝在多個國際比賽勝出，包括1982年第九屆亞洲運動會跳台跳水金牌，1984年第二屆亞洲游泳錦標賽跳台跳水冠軍，1985年夏季世界大學生運動會跳台跳水金牌，1986年第十屆亞洲運動會跳台跳水金牌，1985年和1987年世界盃跳水賽冠軍等。
1987年他被美國雜誌《游泳世界》選為「世界最佳跳水運動員」。

### 退役後生活
童輝1989年退役，後赴加拿大一家跳水俱樂部擔任教練。已归化加拿大国籍。2001年起，任澳大利亚国家跳水队教练，担任过总教练之职。在2004年雅典奧運會跳水項目，他與王同祥帶領澳洲國家跳水隊得到僅次於中國的1金1銀4銅的成績。

## 家庭
童輝的妻子是他以前在中國國家隊的隊友，兩人共育有1子1女。